# Ryan Boatright
Ryan Jamar Boatright (ur. 27 grudnia 1992 w Aurorze) – amerykański koszykarz, występujący na pozycji rozgrywającego.
8 stycznia 2019 został zawodnikiem Unicaji Malaga. 27 maja opuścił klub. 30 lipca dołączył do słoweńskiego KK Cedevita Olimpija. 
20 stycznia 2020 opuścił klub. 9 listopada zawarł umowę z litewskim Lietuvosem Rytas Wilno. 27 lutego 2021 został zwolniony.

## Osiągnięcia
Stan na 28 lutego 2021, na podstawie o ile nie zaznaczono inaczej.
NCAA
- Mistrz NCAA (2014)[9]
- Zaliczony do:
  - I składu:
    - AAC (2015)
    - turnieju:
      - AAC (2015)
      - Paradise Jam (2013)
      - Puerto Rico Tip-Off Classic (2015)

    - NCAA Final Four (2014 przez AP)[10]
- Lider:
  - strzelców konferencji American Athletic (2015)
  - konferencji American Athletic w skuteczności rzutów za 3 punkty (2015)

Drużynowe
- Mistrz Chorwacji (2017)
- Zdobywca pucharu Chorwacji (2017)

Indywidualne
- MVP finałów ligi chorwackiej (2017)